# Amblymora fumosa
Amblymora fumosa är en skalbaggsart som beskrevs av Francis Polkinghorne Pascoe 1867. Amblymora fumosa ingår i släktet Amblymora och familjen långhorningar. Inga underarter finns listade i Catalogue of Life.